# Чень Цюфань
Чень Цюфань (кит.: 陈楸帆, нар. 30 листопада 1981, Шаньтоу, Гуандун, КНР), також відомий під псевдонімом Стенлі Чан (англ. Stanley Chan) — китайський письменник і сценарист, автор науково-фантастичних творів.
Чень — провідний фантаст «Нової хвилі», письменників покоління 80-х років, володар численних китайських національних премій в галузі наукової фантастики: премія «Галактика» (кит.: 银河奖, 2011, 2016), премія «Туманність» (кит.: 星云奖, 2012, 2013, 2014, 2015, 2016). Його оповідання «Ліцзянська риба» (англ. The Fish of Lijiang) 2012 року нагороджено премією Science Fiction & Fantasy Translation Award в категорії «Найкраще перекладене оповідання». Багато його оповідань перекладені англійською, шведською, італійською, японською тощо.

## Біографія
Чень Цюфань народився 30 листопада 1981 в місті Шаньтоу, провінція Гуандун, КНР в родині інженера.
Чень рано почав читати, в дитинстві його улюбленими письменниками були Жюль Верн, Герберт Веллс та Артур Кларк, він захоплювався оригінальною трилогією «Зоряні війни».
В шість років він записався до міської бібліотеки і читав все, що міг знайти. Писати історії Цюфань почав ще у першому класі початкової школи і, не маючи жодного наставника, навчався письменництву самостійно. Так він написав деякі «космічні опери» — дитячі наслідування Star Wars.
2000 року Чень вступив до Пекінського університету на відділення китайської мови. Під час навчання він брав участь в роботі університетської студентської науково-фантастичної асоціації, за роман «Гробниця» (кит.: 坟) отримав університетську премію «Оригінальна зірка».
2004 році Чень закінчив Пекінський університет з подвійним ступенем: з китайської мови та кінознавства.
З 2004 по 2007 рік працював у рідному місті Шаньтоу в корпорації Gemdale. 2007 року повернувся до Пекіна і влаштувався на роботу в Baidu, а 2008 —2013 роки працював у Google China. Напрямок його професійної діяльності мережевий маркетинг, просування брендів та ін. У 2013 році він знов приєднався до Baidu.
З 2015 року Чень Цюфань є віце-президентом стартапа Noitom Ltd., що займається віртуальним захопленням і відтворенням людських рухів та взаємодії людського тіла з навколишнім середовищем.

## Творчість
Перше оповідання Ченя «Приманка» (кит.: 诱饵) вийшло друком в найбільшому в Китаї науково-фантастичному журналі «Світ наукової фантастики» (кит.: 科幻世界) 1997 року. За цей твір у 16 років він отримав премію «Юний Верн».
З 2004 року понад тридцять його оповідань надруковано в «Народна література» (кит.: 人民文学), «Світ наукової фантастики» (кит.: 科幻世界), Esquire China
(кит.: 时尚先生网), Chutzpah! та інших журналах. Його повість «Безодня бачення», присвячена апокаліптичним наслідкам впровадження у суспільстві фільтрів сприйняття реальності, вийшла у 2006 році. Того ж року він отримав тайванську премію «Dragon Fantasy Award» за оповідання «Печера Нінчуань» (кит.: 甯川洞记).
Твори Ченя Цюфаня часто малюють майбутнє Китаю трагічним і навіть апокаліптичним. В оповіданні «Рік Щура» (кит.: 鼠年, 2009) китайські студенти полюють на гігантських щурів, що вирощувалися на експорт і втекли з лабораторії. Дебютний роман Ченя «Сміттєвий приплив» (кит.: 长江文艺出版社, 2013) розповідає про повстання переробників електронних відходів під проводом «сміттєвої дівчини», постлюдини Мімі, і метафорично відтворює умови сучасного Китаю. «Сміттєвий приплив» нагороджений китайськими літературними преміями «Туманність» (кит.: 星云奖) та «Літературний список Хуаді» (кит.: 花地文学榜).
Чень Цюфань є одним з найбільш перекладуваних китайських фантастів. Багато його оповідань перекладені англійською (Кеном Лю, Кармен Їлін Ян), шведською (Анна Густафссон Чень), італійською (Алессандрою Крісталліні) та ін. Його твори регулярно з'являються у часописах Fantasy and Science Fiction, Clarkesworld, Lightspeed.
Його оповідання «Ліцзянська риба» (кит.: 丽江的鱼儿们, англ. The Fish of Lijiang) в англійському перекладі Кена Лю 2012 року нагороджено премією Science Fiction & Fantasy Translation Award в категорії «Найкраще перекладене оповідання», вперше присвяченою твору китайського письменника.

## Вибрані твори в іншомовних перекладах
| - 2013 长江文艺出版社 (англ. The Waste Tide) - 2004 坟 (італ. La tomba, 2011): (англ. The Tomb, 2012) - 2006 «深瞳»中篇小说 (англ. Vision of the Abyss) - 2006 丽江的鱼儿们 (англ. The Fish of Lijiang, 2011): (швед. Fiskarna i Lijiang, 2013): (фін. Lijiangin kalat, 2015): (італ. I pesci di Lijiang, 2016): (ісп. El pez de Lijiang, 2017): (яп. 麗江の魚, 2018) - 2009 鼠年 ({англ. The Year of the Rat, 2013): (яп. 鼠年}, 2014): (чеськ. Rok krysy, 2015): (італ. L'Anno del Ratto, 2015): (ісп. El año de la Rata, 2017) - 2010 霾 (англ. The Smog Society, 2015): (італ. La società dello smog, 2018) | - 2011 G代表女神 (англ. G Is for Goddess, 2016): (кор. 인류의 여신 미스G, 2017) - 2012 开光 (англ. Coming of the Light, 2015): (італ. Buddhagram, 2016) - 2012 沙嘴之花 (англ. The Flower of Shazui, 2012): (ісп. La flor de Shazui, 2017): (яп. 沙嘴の花, 2018) - 2012 猫的鬼魂 (англ. The Mao Ghost, 2014) - 2013 无尽的告别 (англ. The Endless Farewell, 2013): (італ. L'eterno addio, 2016) - 2013 天使之油 (англ. Oil of Angels, 2014) - 2014 过时的人 (англ. A Man Out of Fashion, 2017) - 2015 巴鳞 (англ. Balin, 2016) |